# Езерский, Сидор Антонович
Езерский Сидор Антонович (псевдонимы и криптонимы -Исидор из-под Теребовле, Сидор Тюрмач, С. Е. и др.; 1847, село Глещава — 1914, Золочев, ныне Львовская область) — украинский поэт, переводчик, педагог.
Окончил Львовский университет (1872). В 1875—1903 годы преподавал в Золочевской гимназии. Печатался в газете «Голос народный» (г. Коломыя, ныне Ивано-Франковская область), журнал «Весна», «Правда» и др.
Автор лирических стихов, переводов драмы Ф. Шиллера «Коварство и любовь» (1884; под названием «Интрига и любви» шла на сцене Русского народного театра во Львове), повестей Ю. Коженевского «Анилька» (1873) и «Постепенная панна» (1899), романа Э. Дж. Булвера-Литтона «Последние дни Помпеи» (1890-е).
Опубликованные статьи «К истории русско-украинской литературы» (1890), «История Золочевской гимназии» (1899) и др.